# Тім Мак-Корд
Тімоті Мак-Корд (англ. Timothy McCord; нар. 28 червня 1979, Сакраменто, Каліфорнія, США)  — бас-гітарист рок-гурту «Evanescence». В серпні 2006 він замінив Вілла Бойда, який пішов з гурту. З 2000 до 2004 був басистом іншого гурту, «The Revolution Smile».
Тім використовує баси Ерні Балла MusicMan StingRay, Ampeg SVT-4PRO amps і кабінет спікера у 8x10 ампега (англ. Ampeg 8x10 speaker cabinets).

## Участь у гуртах
- Rings of Saturn - ? (?-?)
- Double Think - гітарист (?-?)
- The Revolution Smile - гітарист (2000-2004)
- Quitter - ударник, синтезатор (2000-2004)
- The Snobs - гітарист (2006-дотепер)
- Evanescence - ударник (2006-дотепер)